# Stefan Sobaniec
Stefan Sobaniec (ur. 24 listopada 1899 w Bełchatowie, zm. 1962) – polski historyk, mediewista.

## Życiorys
Studiował na UW – doktorat pod kierunkiem Oskara Haleckiego w 1932. Następnie pracował w oświacie. W 1945 roku dzięki jego staraniom udało się założyć w Bełchatowie Miejskie Gimnazjum im. Adama Mickiewicza. W latach 1951–1952 dyrektor I LO w Giżycku. W 1952 roku rozpoczął pracę w Archiwum Akt Nowych w Warszawie. Od 1 stycznia 1953 dyrektor WAP w Białymstoku. W sierpniu 1953 r. złożył rezygnację z pełnionych obowiązków dyrektora i pozostał na stanowisku kustosza w WAP. Brał udział w Powszechnym Zjeździe Historyków Polskich w Krakowie w 1958 roku.

## Wybrane Publikacje
- Zabiegi Henryka IV o Kraków i jego usiłowania odnowienia królestwa, [w:] Księga ku czci Oskara Haleckiego wydana w XXV-lecie jego pracy naukowej, Warszawa 1935, s. 229–248.